# Finales de la Copa Credife 2011
La Final de la Copa Credife 2011 se refiera las finales del campeonato de fútbol de la primera división de Ecuador de la temporada 2011.

## Tercer lugar
|                   | vs.               |
| Liga de Quito 2 1 | El Nacional 3 2 1 |

| 11 de diciembre de 2011, 12:00 | El Nacional          | 2:1 (2:1) | Liga de Quito | Estadio Olímpico Atahualpa, Quito                     |                                                       |
|                                | Vélez 8' · Chila 39' |           | Calderón 23'  | Asistencia: 7550 espectadores Árbitro(s): Carlos Vera | Asistencia: 7550 espectadores Árbitro(s): Carlos Vera |

| 19 de diciembre de 2011, 19:30 | Liga de Quito | 1:1 (0:0) | El Nacional  | Estadio Casa Blanca, Quito |                        |
|                                | Bolaños 83'   |           | Anangonó 71' | Árbitro(s): Omar Ponce     | Árbitro(s): Omar Ponce |

- El Nacional ganó 3-2 en el marcador global.

### Ida
| 22 | POR | Danny Cabezas       |     |
| 23 | DEF | Juan Carlos Anagonó |     |
| 6  | DEF | Javier Chila        |     |
| 2  | DEF | Juan Triviño        |     |
| 17 | DEF | Ricardo López       |     |
| 50 | MED | Paúl Minda          | 51' |
| 21 | MED | Hugo Vélez          |     |
| 8  | MED | Flavio Caicedo      |     |
| 14 | MED | Marwin Pita         |     |
| 24 | DEL | Juan Anangonó       |     |
| 13 | DEL | Edison Preciado     | 78' |
| DT | DT  | Mario Saralegui     |     |

| 1  | POR | Daniel Viteri       |     |
| 51 | DEF | Victor Carcelén     |     |
| 2  | DEF | Norberto Araujo     |     |
| 3  | DEF | Geovanny Caicedo    |     |
| 56 | MED | José Luis Gutiérrez | 60' |
| 12 | MED | Galo Corozo         |     |
| 53 | MED | Sandro Rojas        | 69' |
| 55 | MED | José Cevallos       |     |
| 52 | MED | José Pabón          |     |
| 10 | MED | Luis Bolaños        | 45' |
| 9  | DEL | Walter Calderón     |     |
| DT | DT  | Edgardo Bauza       |     |

| 11 | MED | Fabricio Guevara | 51' |
| 9  | MED | Christian Lara   | 78' |

| 15 | DEF | Paúl Ambrosi     | 45' |
| 16 | DEL | Hernán Barcos    | 60' |
| 18 | MED | Fernando Hidalgo | 69' |

|  | 8'  | Hugo Vélez   | 1 - 0 |
|  | 39' | Javier Chila | 2 - 1 |

|  | 23' | Walter Calderón | 1 - 1 |

|  | 41' | Flavio Caicedo |
|  | 73' | Marwin Pita    |

|  | 31' | Geovanny Caicedo |
|  | 62' | Daniel Viteri    |

|  | 90' | Daniel Viteri |

| Árbitro             | Carlos Vera       |
| Árbitros asistentes | Christian Lescano |
| Árbitros asistentes | Guilber Gracia    |
| Cuarto árbitro      | Diego Lara        |
| Inspector           | Juan Corozo       |

| 22 | POR | Danny Cabezas       |     |
| 23 | DEF | Juan Carlos Anagonó |     |
| 6  | DEF | Javier Chila        |     |
| 2  | DEF | Juan Triviño        |     |
| 17 | DEF | Ricardo López       |     |
| 50 | MED | Paúl Minda          | 51' |
| 21 | MED | Hugo Vélez          |     |
| 8  | MED | Flavio Caicedo      |     |
| 14 | MED | Marwin Pita         |     |
| 24 | DEL | Juan Anangonó       |     |
| 13 | DEL | Edison Preciado     | 78' |
| DT | DT  | Mario Saralegui     |     |

| 1  | POR | Daniel Viteri       |     |
| 51 | DEF | Victor Carcelén     |     |
| 2  | DEF | Norberto Araujo     |     |
| 3  | DEF | Geovanny Caicedo    |     |
| 56 | MED | José Luis Gutiérrez | 60' |
| 12 | MED | Galo Corozo         |     |
| 53 | MED | Sandro Rojas        | 69' |
| 55 | MED | José Cevallos       |     |
| 52 | MED | José Pabón          |     |
| 10 | MED | Luis Bolaños        | 45' |
| 9  | DEL | Walter Calderón     |     |
| DT | DT  | Edgardo Bauza       |     |

| 11 | MED | Fabricio Guevara | 51' |
| 9  | MED | Christian Lara   | 78' |

| 15 | DEF | Paúl Ambrosi     | 45' |
| 16 | DEL | Hernán Barcos    | 60' |
| 18 | MED | Fernando Hidalgo | 69' |

|  | 8'  | Hugo Vélez   | 1 - 0 |
|  | 39' | Javier Chila | 2 - 1 |

|  | 23' | Walter Calderón | 1 - 1 |

|  | 41' | Flavio Caicedo |
|  | 73' | Marwin Pita    |

|  | 31' | Geovanny Caicedo |
|  | 62' | Daniel Viteri    |

|  | 90' | Daniel Viteri |

| Árbitro             | Carlos Vera       |
| Árbitros asistentes | Christian Lescano |
| Árbitros asistentes | Guilber Gracia    |
| Cuarto árbitro      | Diego Lara        |
| Inspector           | Juan Corozo       |

### Vuelta
| 22 | POR | Alexander Domínguez |     |
| 6  | DEF | Jorge Guagua        |     |
| 2  | DEF | Norberto Araujo     |     |
| 14 | DEF | Diego Calderón      |     |
| 5  | MED | Paúl Ambrosi        |     |
| 18 | MED | Fernando Hidalgo    |     |
| 11 | MED | Ezequiel González   |     |
| 21 | MED | Lucas Acosta        |     |
| 52 | MED | José Pabón          | 46' |
| 10 | MED | Luis Bolaños        |     |
| 16 | DEL | Hernán Barcos       |     |
| DT | DT  | Edgardo Bauza       |     |

| 22 | POR | Danny Cabezas       |     |
| 23 | DEF | Juan Carlos Anagonó |     |
| 6  | DEF | Javier Chila        |     |
| 2  | DEF | Juan Triviño        |     |
| 17 | DEF | Ricardo López       |     |
| 50 | MED | Paúl Minda          | 55' |
| 21 | MED | Hugo Vélez          |     |
| 8  | MED | Flavio Caicedo      |     |
| 14 | MED | Marwin Pita         |     |
| 24 | DEL | Juan Anangonó       |     |
| 13 | DEL | Edison Preciado     | 79' |
| DT | DT  | Mario Saralegui     |     |

| 13 | DEF | Néicer Reasco | 46' |

| 20 | DEL | José Madrid      | 55' |
| 11 | MED | Fabricio Guevara | 79' |

|  | 83' | Luis Bolaños | 1 - 1 |

|  | 71' | Juan Luis Anangonó | 0 - 1 |

|  | 37' | Ezequiel González |
|  | 66' | Fernando Hidalgo  |
|  | 76' | Néicer Reasco     |

|  | 50' | Paúl Minda   |
|  | 57' | Jaiver Chila |
|  | 70' | Marwin Pita  |

| Árbitro             | Omar Ponce     |
| Árbitros asistentes | Carlos Herrera |
| Árbitros asistentes | Marco Muzo     |
| Cuarto árbitro      | José Carpio    |
| Inspector           | Pedro Tenorio  |

| 22 | POR | Alexander Domínguez |     |
| 6  | DEF | Jorge Guagua        |     |
| 2  | DEF | Norberto Araujo     |     |
| 14 | DEF | Diego Calderón      |     |
| 5  | MED | Paúl Ambrosi        |     |
| 18 | MED | Fernando Hidalgo    |     |
| 11 | MED | Ezequiel González   |     |
| 21 | MED | Lucas Acosta        |     |
| 52 | MED | José Pabón          | 46' |
| 10 | MED | Luis Bolaños        |     |
| 16 | DEL | Hernán Barcos       |     |
| DT | DT  | Edgardo Bauza       |     |

| 22 | POR | Danny Cabezas       |     |
| 23 | DEF | Juan Carlos Anagonó |     |
| 6  | DEF | Javier Chila        |     |
| 2  | DEF | Juan Triviño        |     |
| 17 | DEF | Ricardo López       |     |
| 50 | MED | Paúl Minda          | 55' |
| 21 | MED | Hugo Vélez          |     |
| 8  | MED | Flavio Caicedo      |     |
| 14 | MED | Marwin Pita         |     |
| 24 | DEL | Juan Anangonó       |     |
| 13 | DEL | Edison Preciado     | 79' |
| DT | DT  | Mario Saralegui     |     |

| 13 | DEF | Néicer Reasco | 46' |

| 20 | DEL | José Madrid      | 55' |
| 11 | MED | Fabricio Guevara | 79' |

|  | 83' | Luis Bolaños | 1 - 1 |

|  | 71' | Juan Luis Anangonó | 0 - 1 |

|  | 37' | Ezequiel González |
|  | 66' | Fernando Hidalgo  |
|  | 76' | Néicer Reasco     |

|  | 50' | Paúl Minda   |
|  | 57' | Jaiver Chila |
|  | 70' | Marwin Pita  |

| Árbitro             | Omar Ponce     |
| Árbitros asistentes | Carlos Herrera |
| Árbitros asistentes | Marco Muzo     |
| Cuarto árbitro      | José Carpio    |
| Inspector           | Pedro Tenorio  |

## Final
| Finalistas      | Vía de clasificación        |
| --------------- | --------------------------- |
| Emelec          | Ganador de la Primera Etapa |
| Deportivo Quito | Ganador de la Segunda Etapa |

## Estadios
| Quito                      | Guayaquil              |
| -------------------------- | ---------------------- |
| Estadio Olímpico Atahualpa | Estadio George Capwell |
| Capacidad: 35 742          | Capacidad: 24 019      |
|                            |                        |

|                     | vs.      |
| Deportivo Quito 2 1 | Emelec 0 |

### Ida
| 11 de diciembre de 2011, 16:00 | Emelec | 0:1 (0:1) | Deportivo Quito | Estadio George Capwell, Guayaquil                       |                                                         |
|                                |        |           | Martínez 29'    | Asistencia: 30 000 espectadores Árbitro(s): José Carpio | Asistencia: 30 000 espectadores Árbitro(s): José Carpio |

### Vuelta
| 17 de diciembre de 2011, 12:00 | Deportivo Quito | 1:0 (0:0) | Emelec | Estadio Olímpico Atahualpa, Quito                            |                                                              |
|                                | Alustiza 88'    |           |        | Asistencia: 35 742 espectadores Árbitro(s): Alfredo Intriago | Asistencia: 35 742 espectadores Árbitro(s): Alfredo Intriago |

- Deportivo Quito ganó 2-0 en el marcador global.

|                                     |
|                                     |
| Campeón                             |
| Sociedad Deportivo Quito 5.° título |